# AXN
AXN(에이엑스엔)은 필콘미디어가 운영하는 대표 드라마 전문 채널로 SONY의 글로벌 브랜드 AXN의 한국채널이다. 2010년 소니 픽처스 텔레비전과 CU미디어가 합작하여 AXN 코리아를 설립하였고, 2019년 10월에는 필콘미디어가 인수하여 운영 중이다.
대표 자체제작 프로그램으로 하하버스, 크라임 퀴즈쇼 풀어파일러, 장롱면허 탈출기 극한초보, 공연에 반하다 등이 있다.

## 같이 보기
- AXN 코리아
- 필콘미디어
- CU미디어
- iHQ